# Hendrik Barend Greven
Hendrik Barend Greven (Rotterdam, 21 december 1850 - Den Haag, 13 december 1933) was een Nederlands econoom en jurist. Hij was als hoogleraar verbonden aan de Universiteit Leiden.

## Biografie
Hendrik Barend Greven werd op 21 december 1850 geboren in Rotterdam als zoon van Jacob Greven en Wilhelmina Johanna Gubbels. Hij ging aldaar van 1863 tot 1868 naar het gymnasium. In 1868 werd hij ingeschreven als theologiestudent aan de Universiteit Leiden, later ging hij rechten studeren. In 1875 promoveerde hij onder Simon Vissering op het proefschrift De ontwikkeling der bevolkingsleer, een proefschrift over een economisch onderwerp. Vervolgens werkte hij van 1874 tot 1878 als docent staatswetenschappen aan de HBS te Leiden en in 1879 was hij lid-secretaris van het Muntcollege te Utrecht.
In 1880 volgde hij Simon Vissering op als hoogleraar staathuishoudkunde, statistiek en staatkundige geschiedenis aan de Universiteit Leiden. Hij aanvaardde dit ambt met de rede Oude en nieuwe economie. Eene poging tot verzoening. In 1892 werd hij lid van de Centrale Commissie voor de Statistiek en toen de Commissie in 1899 overging in het Centraal Bureau voor de Statistiek werd hij vicevoorzitter. Hij zat van 1889 tot 1911 in de redactie van het tijdschrift De Economist. Greven was in 1903 rector magnificus van de Universiteit Leiden. Zijn rectorale rede was getiteld Theoretische economie en sociale politiek. Tijdens deze rede sprak hij over wat theorie kan betekenen voor de praktijk.
In 1915 ging hij wegens gezondheidsredenen met emeritaat. Naar aanleiding hiervan verscheen de bundel Sociaal-economische opstellen aangeboden aan mr. H.B. Greven. Na zijn emeritaat bleef hij nog wel publiceren voor De Economist.
Op 13 december 1933 kwam hij in Den Haag te overlijden.

## Publicaties (selectie)
- Doel en grondslag der moraal, twee schetsen. Rotterdam 1873
- De ontwikkeling der bevolkingsleer. 1875
- Oude en nieuwe economie. 1880
- Praeadvies Ned. Jur. Vereen. over verplichte ongevallenverzekering. 1887
- Dutch school of Economists. 1894
- Praeadvies Veereeniging voor Staathuishoudkunde en Statistiek over werkloosheidverzekering. 1897
- Theoretische economie en sociale politiek. 1903
- Praeadvies Vereeniging voor Staathuishoudkunde en Statistiek over verplichte ouderdoms- en invaliditeitsverzekering. 1906